# Bether Achieng Akuno
Bether Achieng Akuno, née le 10 mai 1963 à Naivasha, est une joueuse kényane de basket-ball.

## Biographie
Elle fait partie de l'équipe du Kenya de basket-ball féminin, avec laquelle elle participe au Championnat du monde 1994.